# Kontrarotirajoča propelerja
Kontrarotirajoča propelerja (ang. contra-rotating propellers - CRP) sta dva koaksialno nameščena propelerja (letalska vijaka), ki se vrtita v nasprotnih smereh. Poganja jih batni ali pa turbopropelerski motor. Po navadi se uporabljajo na hitri letalih, kot npr. strateški bombnik Tupoljev Tu-95 ali pa transportno letalo Antonov An-70. Kontrarotirajoča propelerja sta težja in bolj kompleksna za izdelavo, ker se morata gredi vrteti v nasprotnih smereh. Prednosti CRP propelerjev je večja aerodinamična učinkovitost, pri njih se del tangencialnega toka zraka pretvori v uporaben potisk.
Kontrarotirajoča propelerja (contra-rotating propellers) ni isto kot »counter-rotating propellers« - slednji primer se nanaša na večmotorna letala kot npr. Piper PA-44 Seminole, pri katerem se levi motor vrti v eni smeri, motor na desni pa v drugi - tako ni kritičnega motorja. 